# Stripes
Stripes jest to framework stworzony do budowy aplikacji webowych przy użyciu technologii Java (Java EE/J2EE). Jego zadaniem jest wspomaganie obsługi warstwy widoku i warstwy kontrolera w trójwarstwowym modelu aplikacji MVC. Framework ten obsługuje (przechwytuje) akcje wywoływane na formatkach, jak też przekierowuje otrzymane wyniki do określonych miejsc, w których mają być zaprezentowane. Dodatkową funkcjonalnością jest rozbudowana możliwość kontroli pozyskiwanych danych, jak też ich walidacji. Stripes dostarcza własny zestaw tagów, które można powiązać z tagami zwykłego kodu HTML. Głównym powodem stworzenia tego frameworka było ograniczenie nakładów pracy, związanych z nauką i konfiguracją innych tego typu rozwiązań (Struts, WebWork 2, Spring Framework).
Framework powstał pod koniec pierwszej dekady XXI wieku, pojawiał się wtedy w programach zajęć, w 2008 ukazał się m.in. podręcznik Stripes: The Official Guide to Stripes Java Web Framework, ostatnia stabilna wersja ukazała się w 2015 i nie była następnie rozwijana. Pod koniec drugiej dekady XXI wieku Stripes nie był już wymieniany na listach zalecanych frameworków Java.